# Beloetsjen
De Beloetsjen (ook: Beloetsji's, Beloetsji of Beloetsj) zijn een semi-nomadisch volk in zuidwestelijk Pakistan, zuidoostelijk Iran en in de zuidelijke Afghaanse provincies Nimruz, Helmand en Kandahar.
De Beloetsjen vinden vermoedelijk hun oorsprong in de nomadenstammen uit het Midden-Oosten en de omgeving van de Kaspische Zee. Met de etnische aanduiding "Beloetsjen" worden tegenwoordig tientallen stammen bedoeld. Dit komt doordat er eeuwenlang bevolkingsgroepen uit aangrenzende culturen in zijn overgegaan.
Ongeveer zeventig procent van de Beloetsjen woont in de Pakistaanse provincie Beloetsjistan, die ongeveer de helft van het grondgebied van deze staat beslaat. Wereldwijd zijn er zeven tot tien miljoen Beloetsjen. Men kan onderscheid maken tussen een groep die Beloetsji (een Iraanse taal) spreekt, een groep die wel Beloetsjen zijn, maar een andere taal spreken en een groep waarvan de voorouders een toevlucht zochten tot de Beloetsjen. Aan het hoofd van elke stam staat een pir, een soefimysticus of moslimheilige.
Bijna tachtig procent van de Beloetsjen fokt schapen of ander vee. Verder leeft men van kleine landbouw. Er zijn nog maar weinig Beloetsjen nomadisch. Men houdt wel vast aan tradities als volksverhalen, eeuwenoude gezangen, de bescherming van de zwakken en respect voor de voorouders.

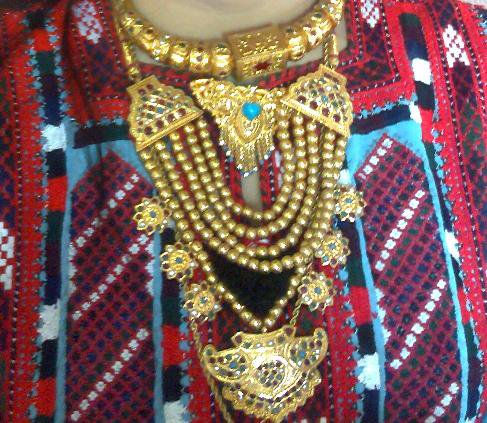
Traditionele juwelen voor Beloetsje vrouwen.